# Eublemma acutiangulatalis
Eublemma acutiangulatalis är en fjärilsart som beskrevs av Rothschild 1916. Eublemma acutiangulatalis ingår i släktet Eublemma och familjen nattflyn. Inga underarter finns listade i Catalogue of Life.